# István Nagy (Fußballspieler, 1939)
István Nagy (* 14. April 1939 in Budapest, Königreich Ungarn; † 22. Oktober 1999 ebenda) war ein ungarischer Fußballspieler. Mit der Nationalmannschaft nahm er an der Europameisterschaft 1964 und den Weltmeisterschaften 1962 (ohne Einsatz) und 1966 teil.

## Karriere

### Vereine
Nachdem Nagy von 1953 bis 1958 in der Jugend für Kispesti Textil SE fußballerisch ausgebildet worden war, gehörte im Seniorenbereich erstmals Honvéd Budapest in der Saison 1957/58 in der Nemzeti Bajnokság, der höchsten Spielklasse im ungarischen Fußball, an.
Mit dem Wechsel zum Lokal- und Ligakonkurrenten MTK Budapest FC, spielte er für diesen von 1958 bis 1967 stets erstklassig; die Meisterschaft oder den nationalen Pokal zu gewinnen war ihm vergönnt. Von 1961 bis 1967 bestritt er 221  Punktspiele, in denen er 27 Tore erzielte.
Von 1968 bis 1974 war er für den Budapesti Spartacus SC in der Nemzeti Bajnokság II, der zweithöchsten Spielklasse, aktiv.

### Nationalmannschaft
Für die Nationalmannschaft bestritt er in einem Zeitraum von sieben Jahren 22 Länderspiele. Er debütierte als Nationalspieler am 7. Mai 1961 in Belgrad beim 4:2-Sieg im Freundschaftsspiel gegen die Nationalmannschaft Jugoslawiens mit Einwechslung für Antal Kotász in der 63. Minute. Bis zum 8. Mai 1966 bestritt er elf weitere in Freundschaft ausgetragene Länderspiele, zuletzt in Zagreb bei der 0:2-Niederlage gegen die Nationalmannschaft Jugoslawiens. Des Weiteren kam er in fünf EM- und zwei WM-Qualifikationsspielen sowie im EM-Halbfinale 1964 bei der 1:2-Niederlage nach n. V. gegen die Nationalmannschaft Spaniens, im ersten Spiel der Gruppe C und dem mit 1:2 gegen die Nationalmannschaft der Sowjetunion verlorenen WM-Viertelfinale zum Einsatz. Seinen letzten Einsatz hatte er am 24. Mai 1967 in Kopenhagen beim 2:0-Sieg über die Nationalmannschaft Dänemarks im vierten Spiel der EM-Qualifikationsgruppe 5.

## Erfolge
- Dritter Europameisterschaft 1964
- Viertelfinalist Weltmeisterschaft 1962, 1966
- Zweiter Meisterschaft 1958 (mit Honvéd Budapest), 1959, 1963 (mit MTK Budapest FC)